# 田端村
田端村（たばたむら）は、埼玉県児玉郡に存在した村。現在の本庄市南部に位置する。

## 歴史

### 沿革
- 1889年（明治22年）4月1日 - 町村制施行により、田端村が単独村制。金屋村、保木野村と町村組合を結成し、金屋組合村となる。
- 1892年（明治25年）9月29日 - 金屋組合村3村が合併し、改めて金屋村が発足。同日田端村廃止。
- 1955年（昭和30年）3月20日 - 金屋村が児玉町、秋平村、本泉村と合併し、改めて児玉町が発足。
- 2006年（平成18年）1月10日 - 児玉町が本庄市と合併し、改めて本庄市が発足。

## 現在の町名
児玉町田端